# A nagyi szeme fénye
A nagyi szeme fénye (eredeti cím: Grandma's Boy) 2006-ban bemutatott amerikai stonerfilmvígjáték, melynek rendezője Nicholaus Goossen, forgatókönyvírói Barry Wernick, Allen Covert és Nick Swardson. A főbb szerepekben Linda Cardellini, Allen Covert, Peter Dante, Shirley Jones, Shirley Knight, Joel David Moore, Kevin Nealon, Doris Roberts és Nick Swardson látható.
2006. január 6-án jelent meg.

## Cselekmény
A 35 éves videójáték-tesztelő Alexet kilakoltatják bérelt lakásából, miután szobatársa prostituáltakra költi el a lakbért. Mivel a barátai nem tudják vagy nem akarják megengedni, hogy náluk lakjon, Alex úgy dönt, a nagymamájánál húzza meg magát két lakótársával együtt. Mivel munkájában egy nagyszabású projekttel kell megbirkóznia, Alex a vártnál is nehezebbnek találja a nagymamájával való együttélést.

## Szereplők
| Szerep                         | Színész           | Magyar hang         |
| ------------------------------ | ----------------- | ------------------- |
| Alex                           | Allen Covert      | Kálloy Molnár Péter |
| Samantha                       | Linda Cardellini  | Major Melinda       |
| Lilly nagyi                    | Doris Roberts     | Földi Teri          |
| Grace                          | Shirley Jones     | Tóth Judit          |
| Bea                            | Shirley Knight    | Halász Aranka       |
| Dante Spirou, drogdíler        | Peter Dante       | Stohl András        |
| Jeff, Alex munkatársa          | Nick Swardson     | Zámbori Soma        |
| J.P., Alex riválisa            | Joel Moore        | Fekete Zoltán       |
| Mr. Simon Cheezle, Alex főnöke | Kevin Nealon      | Mertz Tibor         |
| Barry, Alex munkatársa         | Jonah Hill        | Simonyi Balázs      |
| Kane, Alex munkatársa          | Kelvin Yu         | Szokol Péter        |
| Dan                            | Chuck Church      |                     |
| Josh, Alex barátja             | Jonathan Loughran |                     |
| Bobby                          | Scott Halberstadt |                     |
| Yuri, lakástulajdonos          | Rob Schneider     |                     |
| Shiloh, vegán étterem pincére  | David Spade       |                     |
| motoros                        | Randal Reeder     |                     |
| Dr. Shakalu                    | Abdoulaye N'Gom   | Pálfai Péter        |
| költöztető                     | Todd Holland      |                     |
| költöztető                     | Kevin Nash        |                     |
| vegán étterem dolgozója        | Ted Stryker       |                     |
| Dante házi csimpánza           | Harry, a csimpánz | –                   |
| Steven unokatestvér            | Frank Coraci      |                     |

## A film készítése
A forgatás Los Angelesben, a L.A. Center stúdióban és a környékbeli helyszíneken zajlott.
A Terminal Reality játékfejlesztő cég is részt vett a film elkészítésében, és a Demonik nevű játékuk népszerűsítéséhez készítettek felvételeket. Bár a játékot a film megjelenése előtt törölték, a felvételek benne maradtak a végső verzióban.

## Médiakiadás
A film 2006. május 9-én jelent meg DVD-n, a mozis (94 perces) és a korhatár nélküli (95 perces) változatban.

## Fordítás
- Ez a szócikk részben vagy egészben  a   Grandma's Boy (2006 film) című angol Wikipédia-szócikk fordításán alapul.  Az eredeti cikk szerkesztőit annak laptörténete sorolja fel. Ez a jelzés csupán a megfogalmazás eredetét és a szerzői jogokat jelzi, nem szolgál a cikkben szereplő információk forrásmegjelöléseként.